# Казоле-д’Эльса
Казоле-д’Эльса (итал. Casole d'Elsa) — коммуна в Италии, располагается в регионе Тоскана, в провинции Сиена.
Население составляет 3623 человека (2008), плотность населения составляет 24 чел./км². Занимает площадь 148 км². Почтовый индекс — 53031. Телефонный код — 0577.
Покровителем коммуны почитается святой Донат из Ареццо, празднование 7 августа.

## Демография
Динамика населения:

## Администрация коммуны
- Официальный сайт: http://www.casole.it/ Архивная копия от 16 июля 2010 на Wayback Machine